# Баррон-и-Каррильо, Мануэль
Мануэль Баррон-и-Каррильо (исп. Manuel Barrón y Carrillo; 1814, Севилья — 1884, Севилья — испанский художник, пейзажист. Педагог. Представитель романтизма.

## Биография

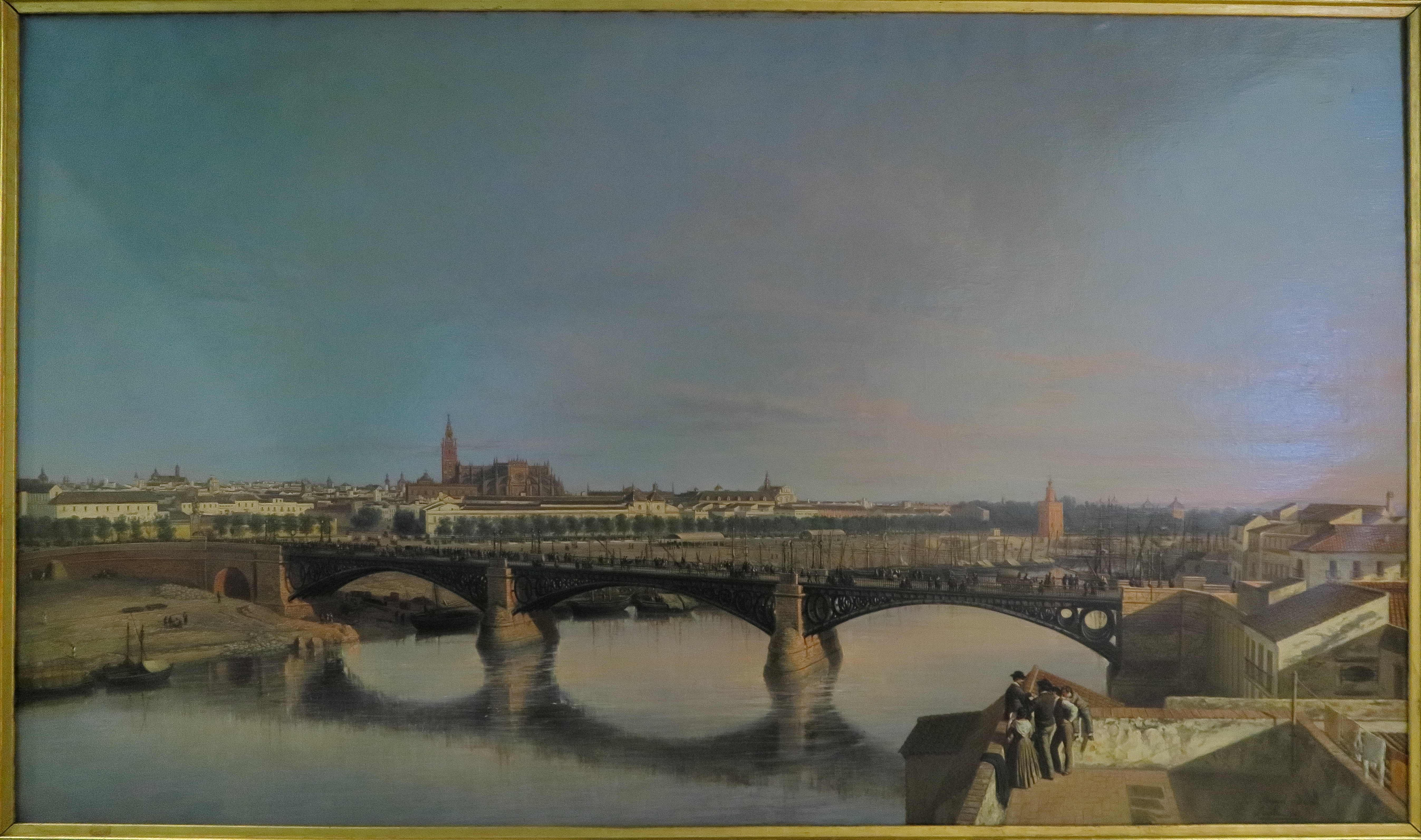
Вид Севильи

Обучался в Академии изобразительных искусств в Севилье и в школе живописи Антонио Кабрала Беджарано, где позже работал учителем рисования, перспективы и пейзажа.
Жил и творил в Севилье. Был директором Академии изобразительных искусств. В 1838 году основал художественный лицей (Liceo Artístico).
Первая известная его работа датируется 1852 годом. Посвятил себя, главным образом, пейзажу, но также занимался и другими жанрами, портретной и жанровой живописью, натюрмортом, изображал повседневную жизнь и обычаи жителей Севильи.
Участвовал в многочисленных региональных и национальных выставках, его романтические пейзажи всегда хорошо принимались публикой и пользовались успехом.
Стал известен, благодаря своим необычным пейзажам. Некоторые из его работ сохранились и по сей день, особенно, созданные в 1852—1869 годы. Королева Испании Изабелла II приобрела его полотно «Vista General de Sevilla» («Общий вид Севильи»). Эта картина сейчас хранится во Дворце Риофрио (Palacio Real de Riofrío) в Сеговии.
Работы художника также представлены в музее Прадо, Музее изящных искусств Севильи, Музее Кармен Тиссен в г. Малага, частных коллекциях. В числе его известных учеников — Николас Альперис.
|  |  |  |